# Marktplaats.nl
Marktplaats.nl är en webbplats för radannonser med huvudkontor i Nederländerna, grundat 1999. Ordet betyder marknadsplats på nederländska. Efter att ha varit en del av eBay i 16 år förvärvades det av Adevinta i juli 2020.

## Historia
Webbplatsen skapades 1999 av Rene van Mullem. Ursprungligen erbjöds det att publicera radannonser som en gratistjänst. Webbplatsen växte snabbt i popularitet och började locka många besökare som publicerade fler och fler annonser. I slutet av 1999 sålde Van Mullem webbplatsen Marktplaats.nl för 600 000 gulden – cirka 273 000 euro – till företaget Het Goed från Emmeloord, en nederländsk nationell välgörenhetskedja som leds av Bob Crébas.
Den 10 november 2004 sålde Het Goed webbplatsen för 225 miljoner euro till den amerikanska internetjätten eBay.
År 2010 publicerade communityn över 260 000 annonser varje dag och plattformen hade över 6 miljoner aktiva annonser.
I juni 2020 köptes Marktplaats av det norska företaget Adevinta, som en del av transaktionen på 9,2 miljarder dollar mellan Adevinta och eBay, för övertagandet av eBays annonsavdelning (eBay Classifieds Group).